# جائزة لوبنر

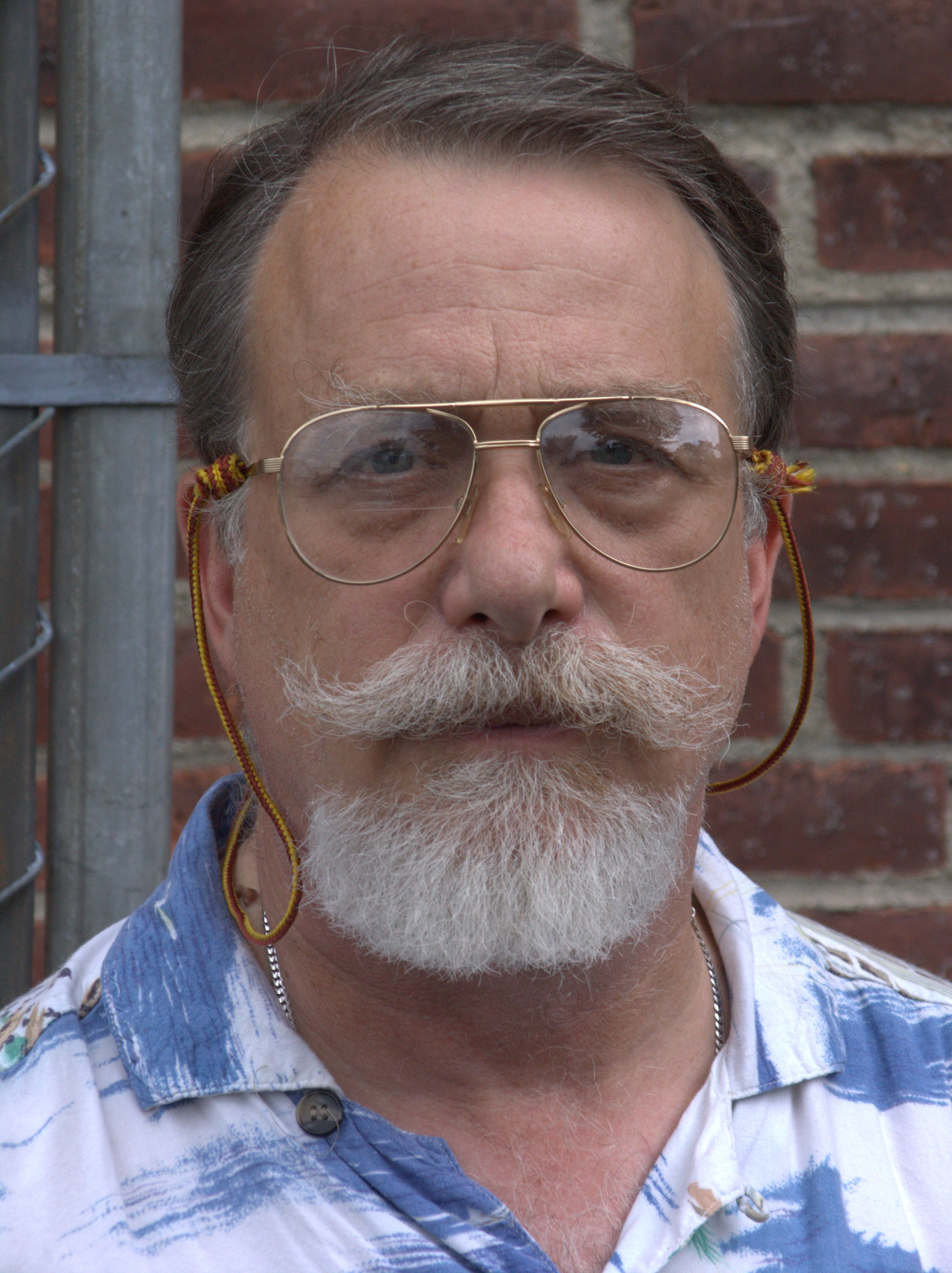

جائزة لوبنر هي مسابقة سنوية في الذكاء الاصطناعي لبرامج حاسوبية تحاكي حديث البشر كتابة أو لفظًا  ويشكك بعض الخبراء في أهمية أو جدوى هذه المسابقة.

## مصدر
1. ↑  2007 rules نسخة محفوظة 17 أغسطس 2016 على موقع واي باك مشين., 2008 rules نسخة محفوظة 26 أكتوبر 2008 على موقع واي باك مشين. and 2009 rules نسخة محفوظة 17 أغسطس 2016 على موقع واي باك مشين.
2. ↑  Powers، David. "The Total Turing Test and the Loebner Prize". مؤرشف من الأصل في 2018-10-01. اطلع عليه بتاريخ 2016-05-29.